# Grenze zwischen Armenien und Georgien

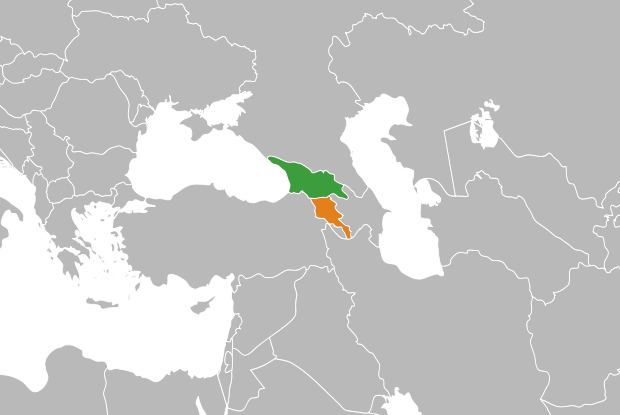
Orange: Armenien Hellorange: Republik Arzach Grün: Georgien

Die Grenze zwischen Armenien und Georgien (armenisch: Հայաստան-Վրաստան սահման), (georgisch: სომხეთ-საქართველოს საზღვარი) trennt als Landgrenze auf eine Länge von 219 km diese beiden Staaten und verläuft vom Dreiländereck mit der Türkei im Westen über unregelmäßige Abschnitte und den Fluss Debed zum Dreiländereck mit Aserbaidschan im Osten.

## Verlauf

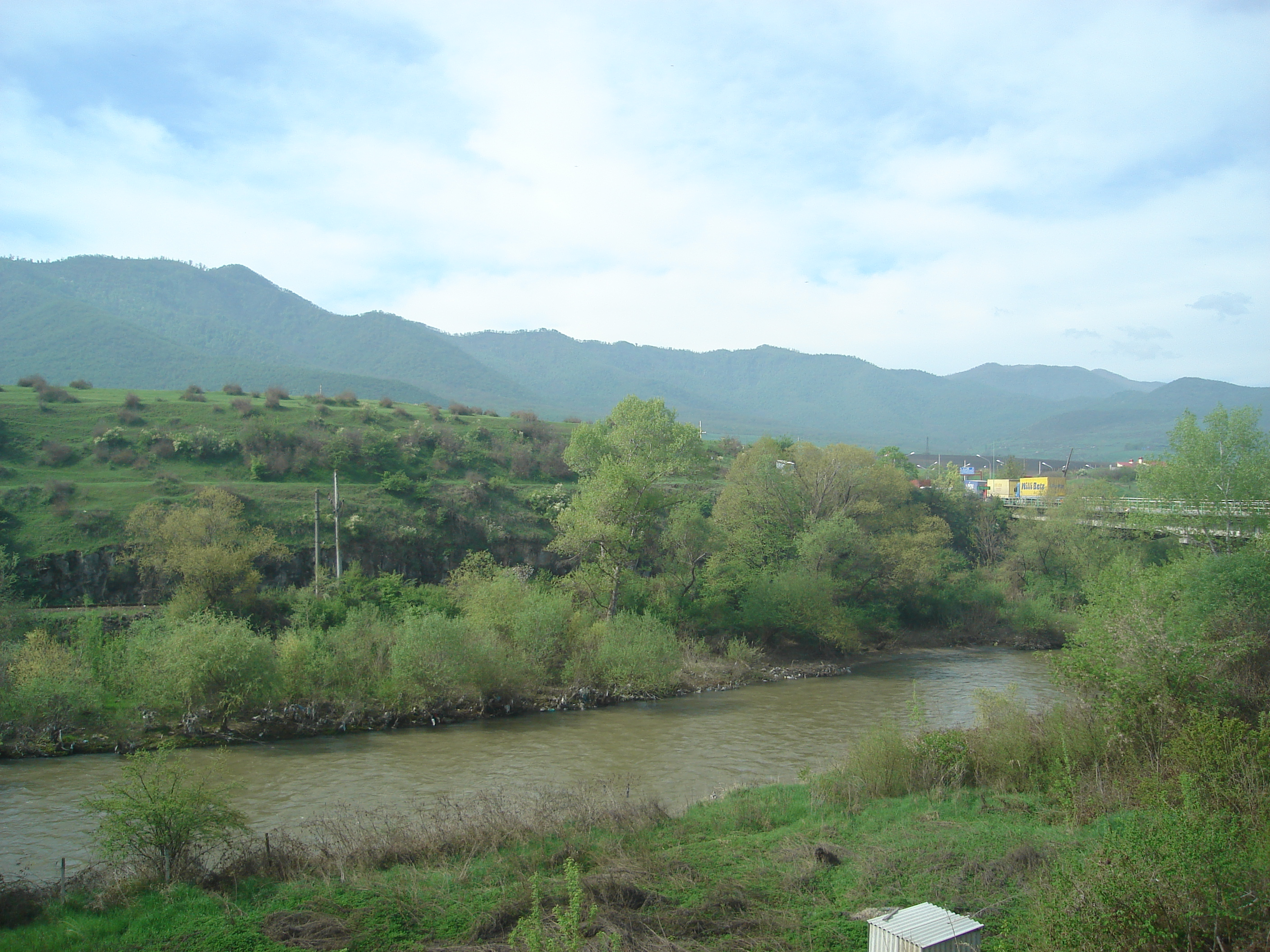
Der Grenzfluss Debed, von armenischer Seite aus fotografiert

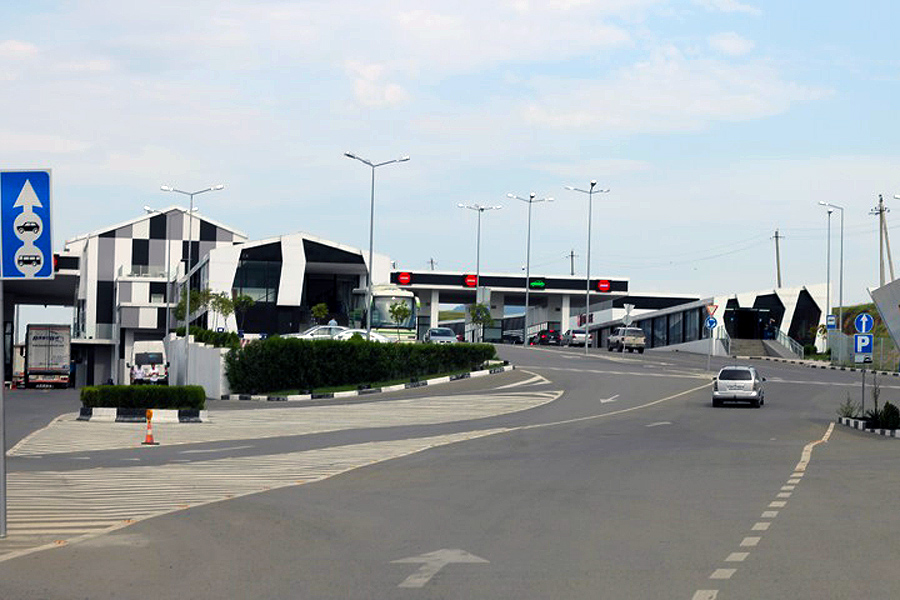
Grenzübergang in Sadakhlo

Die Grenze verläuft generell in west-östlicher Richtung vom Dreiländereck mit der Türkei (41°7'48"N, 43°28'12"E) zunächst nördlich des in Armenien gelegenen Arpi-Sees (armenisch: Արփի լիճ), kreuzt die Straße Bavra (Armenien) – Ninozminda (Georgien) (Straßengrenzübergang), führt südlich am georgischen See Tba Mada vorbei, kreuzt die grenzüberschreitenden Straßen von Stepanawan (Armenien) nach Bolnissi (Georgien) und von Priwolnoje (Armenien) nach Akhkerpi (Georgien), erreicht den Fluss Debed (Straßengrenzübergang Bagrataschen (Armenien)/Sadakhlo (Georgien)) und folgt diesem flussabwärts nach Norden. Weiter führt die Grenze südlich an Kasumlo vorbei bis zum Dreiländereck mit Aserbaidschan (41°18'0"N, 45°25'12"E).

## Geschichte
Der Grenzverlauf geht auf das 19. Jahrhundert und die Expansion des russischen Zarenreichs im Südkaukasus zurück. Russland annektierte 1801 und 1804 zwei georgische Königreiche und bis 1828 das östliche Armenien. Mit dem Ende des Ersten Weltkriegs kam kurzzeitig die Unabhängigkeit von Armenien und Georgien, jedoch war die Provinz Lori zwischen Georgien und Armenien umstritten. Nach dem Sieg der Sowjets wurde die Transkaukasische Sozialistische Föderative Sowjetrepublik gebildet, die bis 1936 bestand und dann in die Sowjetrepubliken Armenien, Aserbaidschan und Georgien zerfiel. Infolge der Auflösung der Sowjetunion im Jahr 1991 wurde die Grenze zwischen Armenien und Georgien zur internationalen Grenze.